# درو هالند
درو هالند (انگلیسی: Drew Holland؛ زادهٔ ۱۱ آوریل ۱۹۹۵) بازیکن واترپلو اهل ایالات متحده آمریکا است.
وی در مسابقات کشوری و بین‌المللی در مجموع برندهٔ ۱ مدال طلا، ۲ مدال برنز شده است.